# Négociation de peine
 (juin 2020).
Si vous disposez d'ouvrages ou d'articles de référence ou si vous connaissez des sites web de qualité traitant du thème abordé ici, merci de compléter l'article en donnant les références utiles à sa vérifiabilité et en les liant à la section « Notes et références ».
La négociation de peine (en anglais : plea bargain, les traductions diffèrent selon les pays) est, en droit, un principe selon lequel une réduction de peine peut être demandée par un procureur en échange d'un aveu de culpabilité de la part de l'accusé.

## Par pays

### Systèmes judiciaires anglo-saxons
Dans le système judiciaire anglo-saxon, une négociation de peine est un accord dans une affaire criminelle dans laquelle le procureur accepte de réduire la peine en échange de la reconnaissance par l'accusé de sa culpabilité ou de sa non-contestation.
Cette procédure est une clé de voûte du système pénal aux États-Unis, beaucoup de procès dans les zones urbaines étant traités par ce procédé, plutôt que par celui du jury. Le procureur accepte souvent de prononcer une sentence minorée ou d'infliger une amende. La négociation de peine est soumise à la permission de la cour.
Ce procédé est très rarement appliqué dans les pays de droit civil, qui n’appliquent pas le concept de marchandage. Si l'accusé admet les accusations, ce n’est qu’une preuve, mais l’accusation doit encore présenter un dossier complet.
Il peut y avoir plusieurs raisons à cette négociation. Le plus souvent, le procureur cherche à éviter l’incertitude du procès par jurés. Les procureurs ont, en général, un choix large pour décider les charges qu'ils vont imputer. Quelquefois, l'accusation cherche à obtenir la collaboration du défendeur pour poursuivre d’autres prévenus. Dans d’autres cas, les procureurs peuvent être convaincus de la culpabilité, mais la charge de la preuve est trop difficile à établir.
Les critiques du système soulignent que le marchandage peut faire jouer une forte pression sur l'accusé, qui peut être réduit à plaider la culpabilité pour des délits qu’il n’a pas commis. Dans cette procédure, tout dépend des capacités de négociation, ce qui donne un avantage aux dossiers dans lesquels de bons, et donc coûteux, avocats sont impliqués. De plus, le système encourage les procureurs à choisir les chefs d'inculpation les plus graves au début du cas, pour se donner de la marge de négociation. Finalement, les juristes, surtout des juridictions de loi civile, trouvent souvent ce principe contraire au but de la loi d'associer une action à une pénalité.
Il existe une procédure dérivée, dite plaidoyer Alford ; le prévenu reconnaît qu'il y a une possibilité que les éléments en présence aboutissent à sa condamnation et accepte la condamnation tout en plaidant non coupable, en maintenant ainsi le principe de son innocence.

### France
En France, il n'y a pas de marchandage possible. Néanmoins la procédure de comparution sur reconnaissance préalable de culpabilité est inscrite depuis le 1er octobre 2004 dans la gamme des traitements judiciaires de la délinquance. Un avocat est obligatoire, à la différence de la « composition pénale ». Cette procédure est parfois appelée abusivement « plaider coupable ». D'après une circulaire, toutefois, du ministre de la justice, elle est différente : plaider coupable dans les pays anglo-saxons fait primer la reconnaissance de la culpabilité, mais le marchandage sur les charges et les peines fait primer sur la réalité des faits.
L’article 22 de la loi no 2016-1691 du 9 décembre 2016 relative à la transparence, à la lutte contre la corruption et à la modernisation de la vie économique, dite loi Sapin 2, insère dans le code de procédure pénale les articles 41-1-2 et 180-2. Ils créent une nouvelle procédure, la convention judiciaire d’intérêt public. Lorsqu'une entreprise est accusée de corruption, le procureur de la République peut décider de ne pas engager de poursuites pénales contre elle, si l'entreprise conclut, sous le contrôle du juge, une convention qui formalise les engagements de l'entreprise.

### Italie
L'Italie connaît la procédure spéciale du patteggiamento (art. 444 à 448 CPP italien) par laquelle le prévenu et le procureur renoncent à la procédure ordinaire en s'accordant sur la procédure et une sanction moins sévère. La sanction substituée peut consister à respecter certaines conditions comme le paiement d'une amende qui ne doit pas être inférieure à un tiers de la sanction légalement prescrite, ou bien une peine de prison dont la durée ne peut excéder deux ans. Si le prévenu satisfait aux conditions qui lui sont imposées, l'action publique sera définitivement éteinte après cinq ans. En tout état de cause, l'accord transactionnel est soumis au contrôle du juge.

### Suisse
Le Code de procédure pénale suisse (CPP), entré en vigueur en 2011, instaure une procédure simplifiée, qui ressemble à ce type de négociation (article 358 à 362 CPP),. Cependant, cette procédure est soumise au contrôle du tribunal, qui est libre de rejeter cette procédure, notamment s'il considère que les sanctions ne sont pas appropriées (art. 361 al. 1 let. c CPP). En cas de rejet, une procédure ordinaire est ouverte (art. 362 al. 3 CPP). Il faut noter que les déclarations du prévenu indiquant, par exemple, qu'il reconnaît certains faits et accepte la peine, ne peuvent pas être exploitées dans la procédure ordinaire subséquente (art. 362 al. 4 CPP). Cette procédure est ouverte uniquement sur demande du prévenu, que le ministère public est libre d'accepter ou de refuser (art. 360 CPP).